# Centre de natation de Mäkelänrinne
Le centre de natation de Mäkelänrinne (en finnois : Mäkelänrinteen uintikeskus) est une piscine du quartier de Vallila  à Helsinki  en Finlande .

## Présentation
La piscine est gérée par la société Mäkelänrinteen Uintikeskus Oy.
Ses actionnaires sont la ville d'Helsinki (67%), l'Urheiluopistosäätiö et la Fédération finlandaise de natation.
Le centre de natation dispose d'un bassin de 50 mètres à 10 couloirs.
En outre, le centre de natation dispose d'un plongeoir, d'une bassin avec bain à remous et douches d'hydromassage, d'un bassin pédagogique et d'une pataugeoire pour enfants.
Au quotidien, la piscine peut accueillir 600 nageurs à la fois. 
Les gradins comptent 4 030 places. 
En plus de la piscine intérieure, le centre dispose de deux salles de sport, d'un solarium, d'une salle d'aérobic et d'un café.

## Accès
La rue Mäkelänkatu est desservie par les lignes 1 et 7 du tramway ainsi que par les arrêts des bus 51, 61, 64, 65, 67, 611, 614, 615 et 623.
La ligne 13 du tramway d'Helsinki s'arrêtera à Uintikeskus.

## Championnats
La piscine de Mäkelänrinne a accueilli les compétitions suivantes :
- Championnats d'Europe de natation 2000
- Championnats d'Europe de natation en petit bassin 2006
- Championnats d'Europe juniors de natation 2010
- Championnats d'Europe juniors de natation 2018